# إدواردو غونزاليز فالينيو
إدواردو غونزاليز فالينيو (بالإسبانية: Eduardo González Valiño)‏ (14 أبريل 1911 – 21 أكتوبر 1979) لاعب كرة قدم إسباني راحل كان يجيد اللعب في خط الهجوم .
لعب طوال مسيرته الرياضية في أندية ديبورتيفو لاكورونيا (1927-1934) أتلتيكو مدريد (1934-1936) ديبورتيفو لاكورونيا (1936-1946).
مثل منتخب إسبانيا في 3 مباريات مسجلا 7 أهداف (1933-1934). شارك مع منتخب إسبانيا في بطولة كأس العالم 1934 في إيطاليا حيث خرج من الدور الربع النهائي.
تولى تدريب أندية ديبورتيفو لاكورونيا (1941-1943) ديبورتيفو لاكورونيا (1951-1952).

## وصلات خارجية
- إدواردو غونزاليز فالينيو على موقع الاتحاد الدولي (مؤرشف)  (الإنجليزية)
- إدواردو غونزاليز فالينيو على موقع قاعدة بيانات كرة القدم.إي يو (الإنجليزية)
- إدواردو غونزاليز فالينيو على موقع ناشيونال فوتبول تيمز (الإنجليزية)
- سيرة ذاتية